# شهرآورد هنرمندان و پیشکسوتان
شهرآورد هنرمندان یا شهرآورد پیشکسوتان که با نام دربی هنرمندان و پیشکسوتان نیز شناخته می‌شود، به شهرآورد میان دو تیم هنرمندان و پیشکسوتان استقلالی و هنرمندان و پیشکسوتان پرسپولیسی گفته می‌شود که توسط باشگاه ستارگان هنر ایران و با طرح و پیشنهاد هومن جوادی مدیرعامل این باشگاه برگزار می گردد. این دیدار سالانه بین هنرمندان سرشناس سینما و موسیقی و برخی پیشکسوتان فوتبال استقلالی و پرسپولیسی به‌صورت یک بازی خیریه برگزار می‌شود.
نخستین رویارویی دو تیم که در ۱۵ دی ۱۳۹۲ انجام شد، با نتیجه ۲-۲ به تساوی رسید. آخرین رویارویی دو تیم نیز در ۲۸ تیر ۱۴۰۱ بود که این بازی با نتیجه ۰-۳ به نفع استقلال به پایان رسید. نخستین گل این بازی‌ها در شهرآورد اول توسط علیرضا اکبرپور از استقلال زده شد.

## قوانین مسابقه شهرآورد هنرمندان
بازی‌های شهرآورد هنرمندان در زمین چمن در قالب دو تیم ۱۱ نفره در دو نیمه ۳۵ دقیقه‌ای با ۱۰ دقیقه زمان استراحت بین دو نیمه برگزار خواهد شد. تعداد تعویض‌ها در این مسابقه به‌صورت نامحدود بوده و همچنین بازیکنی که تعویض شده بنا به صلاحدید کادر فنی می‌تواند مجدداً به بازی برگردد. در ۱۵ دقیقه ابتدایی مسابقه در هیچ یک از دو تیم فوتبالیست‌های پیشکسوت حضور نخواهند داشت و بعد از دقیقه ۱۵ پیشکسوتان فوتبال با صلاحدید سرمربیان در دو مرحله به زمین بازی خواهند رفت .
این بازی جذاب و البته بسیار حساس توسط داوران برجسته لیگ برتر قضاوت خواهد شد.

## نحوه انتخاب بازیکنان دو تیم
هر یک از تیم‌های هنرمندان و پیشکسوتان استقلال و هنرمندان و پیشکسوتان پرسپولیس از ۲۵ بازیکن، یک سرمربی، یک مربی، یک سرپرست، یک تدارکات و یک عکاس و در کل از ۳۰ نفر تشکیل خواهند شد. در ترکیب بازیکنان دو تیم افراد سرشناس همانند پیشکسوتان فوتبال و هنرمندان و ستارگان موسیقی و هنر و ... نیز حضور دارند. این نکته قابل ذکر است که با توجه به بعضی معذوریت‌ها، در هر تیم یک نفر حضور دارد که دقایقی از نیمه اول را با لباس قرمز و دقایقی از نیمه دوم را با لباس آبی بازی خواهند کرد.

## فهرست بازی‌ها
| # | نتیجه                             |
| - | --------------------------------- |
| ۸ | برد هنرمندان و پیشکسوتان استقلال  |
| ۲ | برد هنرمندان و پیشکسوتان پرسپولیس |
| ۳ | تساوی                             |

### فهرست
| #  | تاریخ      | تیم               | نتیجه بازی | تیم                | استقلال                                                               | پرسپولیس                                                        | مسابقات              | توضیحات |
| -- | ---------- | ----------------- | ---------- | ------------------ | --------------------------------------------------------------------- | --------------------------------------------------------------- | -------------------- | ------- |
| ۱  | ۱۳۹۲/۱۰/۱۵ | پیشکسوتان استقلال | ۲-۲        | پیشکسوتان پرسپولیس | علیرضا اکبرپور سیروس دین‌محمدی                                         | بهنام ابوالقاسم پور حسن شیرمحمدی                                | جام یونس شکوری       | [ ۵ ]   |
| ۲  | ۱۳۹۲/۱۲/۷  | پیشکسوتان استقلال | ۵-۷        | پیشکسوتان پرسپولیس | علیرضا اکبرپور(۳ گل)علی موسوی محمد مؤمنی مهدی فنونی زاده داوود حقدوست | بهنام ابوالقاسم پور مهدی عیوضی(۲ گل)اسماعیل حلالی بنیامین مظفری | جام شهدای دژبان      |         |
| ۳  | ۱۳۹۳/۰۳/۲۳ | پیشکسوتان استقلال | ۰-۲        | پیشکسوتان پرسپولیس | داوود حقدوست هاشم حیدری                                               | _                                                               | جام مجد              |         |
| ۴  | ۱۳۹۳/۱۰/۱۸ | هنرمندان استقلال  | ۱–۲        | هنرمندان پرسپولیس  | سامان صفاری                                                           | منوچهر هادی-بنیامین مظفری                                       | دوستانه              |         |
| ۵  | ۱۳۹۶/۰۳/۸  | پیشکسوتان استقلال | ۰-۳        | پیشکسوتان پرسپولیس | _                                                                     | _                                                               | جام ستاره ها         | [ ۶ ]   |
| ۶  | ۱۳۹۶/۰۸/۹  | پیشکسوتان استقلال | ۱-۳        | پیشکسوتان پرسپولیس | بهروز پرورش خواه امیر شمسایی عبدالعلی چنگیر                           | مرتضی فنونی زاده                                                | دوستانه              |         |
| ۷  | ۱۳۹۶/۱۰/۱  | هنرمندان استقلال  | ۲–۳        | هنرمندان پرسپولیس  | سامان صفاری آرش برهانی                                                | علی لهراسبی مهدی صالح پور علیرضا امامی فر                       | دوستانه              |         |
| ۸  | ۱۳۹۷/۰۹/۱۵ | هنرمندان استقلال  | ۴-۴        | هنرمندان پرسپولیس  | پویا امینی رضا عنایتی(۲ گل) بهنام بانی                                | اسماعیل حلالی مهدی صالح پور مهدی شیری(۲ گل)                     | دوستانه              |         |
| ۹  | ۱۳۹۹/۱۱/۳۰ | هنرمندان استقلال  | ۱-۱        | هنرمندان پرسپولیس  | مهدی ماهانی                                                           | امیر مقاره                                                      | دوستانه              |         |
| ۱۰ | ۱۴۰۰/۰۸/۲۰ | پیشکسوتان استقلال | ۳-۳ (۳–۰)  | پیشکسوتان پرسپولیس | رضا حسن زاده(۲ گل)-علیرضا اکبرپور                                     | مهدی صالح پور(۲ گل)-بهنام طاهرزاده                              | جام شهید طهرانی مقدم |         |
| ۱۱ | ۱۴۰۰/۰۵/۱۰ | پیشکسوتان استقلال | ۱-۳        | پیشکسوتان پرسپولیس | علی موسوی-امیرحسین صادقی -بهمن طهماسبی                                | ادموند بزیک                                                     | جام حافظان سلامت     |         |
| ۱۲ | ۱۴۰۱/۰۴/۲۸ | پیشکسوتان استقلال | ۰-۳        | پیشکسوتان پرسپولیس | _                                                                     | _                                                               | دوستانه              | [ ۷ ]   |
| ۱۳ | ۱۴۰۳/۰۲/۲۵ | پیشکسوتان استقلال | ۰-۳        | پیشکسوتان پرسپولیس | بهروز پرورش خواه(۲ گل) - هاشم حیدری                                   | _                                                               | جام شهرداری          |         |

## آمار

### نتایج رودررو
| بازی | برد استقلال | مساوی | برد پرسپولیس | گل استقلال | گل پرسپولیس |
| ---- | ----------- | ----- | ------------ | ---------- | ----------- |
| ۱۳   | ۸           | ۳     | ۲            | ۳۷         | ۲۲          |

### جدول مسابقات
| جایگاه | نام                           | بازی | برد | تساوی | باخت | زده | خورده | تفاضل | امتیاز |
| ------ | ----------------------------- | ---- | --- | ----- | ---- | --- | ----- | ----- | ------ |
| ۱      | هنرمندان و پیشکسوتان استقلال  | ۱۳   | ۸   | ۳     | ۲    | ۳۷  | ۲۲    | ۱۵+   | ۲۷     |
| ۲      | هنرمندان و پیشکسوتان پرسپولیس | ۱۳   | ۲   | ۳     | ۸    | ۲۲  | ۳۷    | ۱۵-   | ۹      |

### گلزنان
|       | بازیکن              | باشگاه   | گل |
| ----- | ------------------- | -------- | -- |
| ایران | علیرضا اکبرپور      | استقلال  | ۵  |
| ایران | مهدی صالح‌پور        | پرسپولیس | ۴  |
| ایران | بهروز پرورش خواه    | استقلال  | ۳  |
| ایران | سامان صفاری         | استقلال  | ۲  |
| ایران | بهنام ابوالقاسم پور | پرسپولیس | ۲  |
| ایران | رضا عنایتی          | استقلال  | ۲  |
| ایران | داوود حقدوست        | استقلال  | ۲  |
| ایران | اسماعیل حلالی       | پرسپولیس | ۲  |
| ایران | علی موسوی           | استقلال  | ۲  |
| ایران | بنیامین مظفری       | پرسپولیس | ۲  |
| ایران | رضا حسن زاده        | استقلال  | ۲  |
| ایران | مهدی شیری           | پرسپولیس | ۲  |
| ایران | هاشم حیدری          | استقلال  | ۲  |
| ایران | مهدی عیوضی          | پرسپولیس | ۲  |
| ایران | آرش برهانی          | استقلال  | ۱  |
| ایران | منوچهر هادی         | پرسپولیس | ۱  |
| ایران | پویا امینی          | استقلال  | ۱  |
| ایران | علی لهراسبی         | پرسپولیس | ۱  |
| ایران | بهنام بانی          | استقلال  | ۱  |
| ایران | علیرضا امامی‌فر      | پرسپولیس | ۱  |
| ایران | مهدی ماهانی         | استقلال  | ۱  |
| ایران | امیر مقاره          | پرسپولیس | ۱  |
| ایران | امیر شمسایی         | استقلال  | ۱  |
| ایران | حسن شیرمحمدی        | پرسپولیس | ۱  |
| ایران | بهمن طهماسبی        | استقلال  | ۱  |
| ایران | ادموند بزیک         | پرسپولیس | ۱  |
| ایران | سیروس دین‌محمدی      | استقلال  | ۱  |
| ایران | عبدالعلی چنگیز      | استقلال  | ۱  |
| ایران | بهنام طاهرزاده      | پرسپولیس | ۱  |
| ایران | مهدی فنونی زاده     | استقلال  | ۱  |
| ایران | مرتضی فنونی زاده    | پرسپولیس | ۱  |
| ایران | امیرحسین صادقی      | استقلال  | ۱  |
| ایران | محمد مؤمنی          | استقلال  | ۱  |

### بیشتر از یک گل در یک بازی

#### هتریک ها
| # | بازیکن         | تیم                          | مسابقه    |
| - | -------------- | ---------------------------- | --------- |
| ۱ | علیرضا اکبرپور | هنرمندان و پیشکسوتان استقلال | شهرآورد ۲ |

#### دبل‌ ها
| # | بازیکن           | تیم                           | مسابقه     |
| - | ---------------- | ----------------------------- | ---------- |
| ۱ | رضا عنایتی       | هنرمندان و پیشکسوتان استقلال  | شهرآورد ۸  |
| ۲ | مهدی عیوضی       | هنرمندان و پیشکسوتان پرسپولیس | شهرآورد ۲  |
| ۳ | مهدی صالح پور    | هنرمندان و پیشکسوتان پرسپولیس | شهرآورد ۱۰ |
| ۴ | رضا حسن زاده     | هنرمندان و پیشکسوتان استقلال  | شهرآورد ۱۰ |
| ۵ | بهروز پرورش خواه | هنرمندان و پیشکسوتان استقلال  | شهرآورد ۱۳ |

### داوران بازی
| سال  | داور           |
| ---- | -------------- |
| ۱۳۹۳ | محمد فنایی     |
| ۱۳۹۶ | علیرضا فغانی   |
| ۱۳۹۷ | علیرضا فغانی   |
| ۱۳۹۹ | امیر عرب براقی |

- علیرضا فغانی با ۲ بار قضاوت رکورددار داوری شهرآورد هنرمندان است.

### آمار بازی‌ها

#### پرگل‌ترین بازی‌ها
| تعداد گل‌ها | تاریخ بازی | تیم برنده                     |
| ---------- | ---------- | ----------------------------- |
| ۱۲ گل      | شهرآورد ۲  | هنرمندان و پیشکسوتان استقلال  |
| ۸ گل       | شهرآورد ۳  | تساوی                         |
| ۶ گل       | شهرآورد ۱۰ | هنرمندان و پیشکسوتان استقلال  |
| ۵ گل       | شهرآورد ۷  | هنرمندان و پیشکسوتان پرسپولیس |

#### بیشترین برد متوالی
| باشگاه                       | تعداد برد پیاپی |
| ---------------------------- | --------------- |
| هنرمندان و پیشکسوتان استقلال | ۴ برد پیاپی     |

### نخستین‌ها

#### نخستین بازی
| تاریخ      | توضیحات                              |
| ---------- | ------------------------------------ |
| ۱۳۹۲/۱۰/۱۵ | این بازی با نتیجه ۲-۲ به تساوی رسید. |

#### نخستین گلزن
| نام بازیکن     | باشگاه                       | توضیحات                                                                    |
| -------------- | ---------------------------- | -------------------------------------------------------------------------- |
| علیرضا اکبرپور | هنرمندان و پیشکسوتان استقلال | وی در شهرآورد اول توانست اولین گل این سری از بازی‌ها را به نام خود ثبت کند. |

#### نخستین کاپیتان‌ها
| نام بازیکنان  | تیم                           |
| ------------- | ----------------------------- |
| مجید مظفری    | هنرمندان و پیشکسوتان استقلال  |
| محمدرضا عیوضی | هنرمندان و پیشکسوتان پرسپولیس |

#### نخستین داور
محمد فنایی نخستین داور این دوره از مسابقات است.

### کاپیتان‌ها
سید جواد هاشمی از استقلال رکورد دار بیشترین کاپیتانی است.